# Guatteria caribaea
Guatteria caribaea este o specie de plante angiosperme din genul Guatteria, familia Annonaceae, descrisă de Ignatz Urban. Conform Catalogue of Life specia Guatteria caribaea nu are subspecii cunoscute.